# Traisen, Niederösterreich
Traisen är en ort och kommun  i Österrike. Den ligger i distriktet Lilienfeld i förbundslandet Niederösterreich, 60 km väster om huvudstaden Wien. Kommunen ligger på båda sidor om floden Traisen. Strax norr om centrala Traisen mynner vattendraget Gölsen ut i floden Traisen.